# Котунь (Мазовецьке воєводство)
Котунь (пол. Kotuń) — село в Польщі, у гміні Котунь Седлецького повіту Мазовецького воєводства.
Населення — 2511 осіб (2011).
У 1975-1998 роках село належало до Седлецького воєводства.

## Демографія
Демографічна структура станом на 31 березня 2011 року:
|          | Загалом | Допрацездатний вік | Працездатний вік | Постпрацездатний вік |
| -------- | ------- | ------------------ | ---------------- | -------------------- |
| Чоловіки | 1226    | 292                | 828              | 106                  |
| Жінки    | 1285    | 272                | 786              | 227                  |
| Разом    | 2511    | 564                | 1614             | 333                  |